# Westerbork Synthesis Radio Telescope
Le Westerbork Synthesis Radio Telescope (WSRT) est un observatoire radioastronomique situé près du camp Westerbork, dans le nord du village de Westerbork, Midden-Drenthe, au nord-est des Pays-Bas. Il est constitué de 14 antennes radioélectriques d'un diamètre de 25 mètres chacune disposées sur 2,7 km selon une orientation est-ouest.
L'observatoire possède une configuration semblable à celles d'autres radiotélescopes tels ceux du One-Mile Telescope (en), de l'Australia Telescope Compact Array et du télescope Ryle Telescope (en). Il se distingue cependant par la monture équatoriale des coupoles, alors que celles de la plupart des autres observatoires sont plutôt azimutales.
Dix des antennes sont fixes alors que les quatre autres sont amovibles le long d'une voie ferrée. Complété en 1970, l'observatoire a été fortement amélioré entre 1995 et 2000.
Les radiotélescopes peuvent observer dans des fréquences oscillant entre 120 MHertz et 8,3 GHertz. Le WSRT est souvent synchronisé avec d'autres télescopes dans le monde afin de réaliser de l'interférométrie à très longue base (VLBI). Il fait ainsi partie de l'European VLBI Network. Le télescope est exploité par ASTRON (en).